# Единица Бубнова
Единица Бубнова (международное сокращение — B) — единица скорости протекания геологических процессов, ее величина составляет 1 м/106 лет. 1 B равен 1 метр на 1 000 000 лет, или 1 миллиметр на 1 000 лет, или один микрометр на год. Эта единица скорости была определена в 1969 году. Получила свое название в честь немецкого геолога С. Н. фон Бубнова (1888—1957).
Единица Бубнова применяется в геологии для измерения скорости снижения земной поверхности вследствие эрозии. Скорость эрозии в 1 B означает, что 1 м3 земли исчезает с площади в 1 км2 за 1 год. По сравнению с другими ежедневными явлениями, эрозия, в большинстве случаев (за исключением разве что быстрых событий, таких как оползни) является чрезвычайно медленным процессом, который требует использования такой специализированной единицы измерения скорости. Например, текущая средняя скорость эрозии суши планеты Земля была определена на уровне 30 B (30 м за миллион лет). Однако, существуют большие различия в скорости эрозии между различными регионами. Как пример быстрой эрозии можно привести бассейн реки Семан в Албании, где скорость эрозии достигает 3 000 B (3 миллиметра в год), а сама река переносит с одного квадратного километра своего бассейна в среднем около 4 600 тонн земли в год.
Единица Бубнова была введена для того, чтобы заменить разнообразие используемых единиц (таких как фут в год, сантиметр в год, метр в десятилетие и др) одной стандартной единицей. Единственная критика в отношении новой единицы заключалась в том, что она будет непонятна для неспециалистов.